# Maomé ibne Nafi
Maomé ibne Nafi (em árabe: محمد بن نافع; romaniz.: Muhammad ibn Nafi; lit. "Maomé, filho de Nafi") foi um governador do Iêmem do século IX para o Califado Abássida.

## Vida
Maomé foi nomeado como governador do Iêmem pelo califa Almamune (r. 813–833) numa tentativa de conciliação com os iemenitas, que criaram desordem no país sob o governo de Ixaque ibne Alabás ibne Maomé Alhaximi. Apesar disso, Maomé logo enfrentou uma rebelião de certo Amade ibne Maomé Alomari, apelidado Amar Alaine ("aquele de olho vermelho"), nos planaltos centrais, e foi posteriormente expulso da província pelo rebelde. Durante seu governo, Jaufe foi separadamente administrada pelo chefe hamadânida Maleque ibne Lucmane Alárabi.